# Knud Bastrup-Birk
Knud Bastrup-Birk (Copenaghen, 12 dicembre 1919 – Copenaghen, 25 agosto 1973) è stato un calciatore danese, di ruolo difensore.

## Carriera

### Club
Ha sempre giocato nel campionato danese.

### Nazionale
Giocò per la Nazionale danese, scendendo in campo 18 volte e vincendo la medaglia di bronzo ai Giochi della XIV Olimpiade del 1948.